# 襄国郡
襄国郡，中国古代的郡。
北周武帝置，辖襄国县（隋朝改为龙冈县），治所在今河北省邢台市西南。隋朝开皇初年，废除襄国郡。开皇十六年（596年）置邢州。大业初年，改置为襄国郡。辖境相当今河北省内丘、巨鹿、广宗、平乡、南和、任县、邢台及隆尧南部等市县地。唐朝武德元年（618年），又改置为邢州。 